# Tijdlijnen van televisiekanalen uit de Benelux
Een overzicht van de televisiekanalen in de Benelux, per land of gewest aangegeven.

## Luxemburg
Geschiedenis van de Vlaamse televisie
Lijst van televisiekanalen in Franstalig België
Lijst van televisiekanalen in Nederland